# بيهنة آل غلب (يافع)

تعديل مصدري - تعديل

بيهنة آل غلب هي إحدى قرى عزلة لبعوس بمديرية يافع التابعة لمحافظة لحج، بلغ تعداد سكانها 323 نسمة حسب تعداد اليمن لعام 2004.